# Shakedown (test)
Pour les articles homonymes, voir Shakedown.
Shakedown est une séance de mise au point précédant la ou les premières épreuves chronométrées d'un rallye automobile. Il s'agit d'une épreuve spéciale dans les conditions réelles et chronométrée, mais ne comptant pas pour le classement.

## Rallye automobile

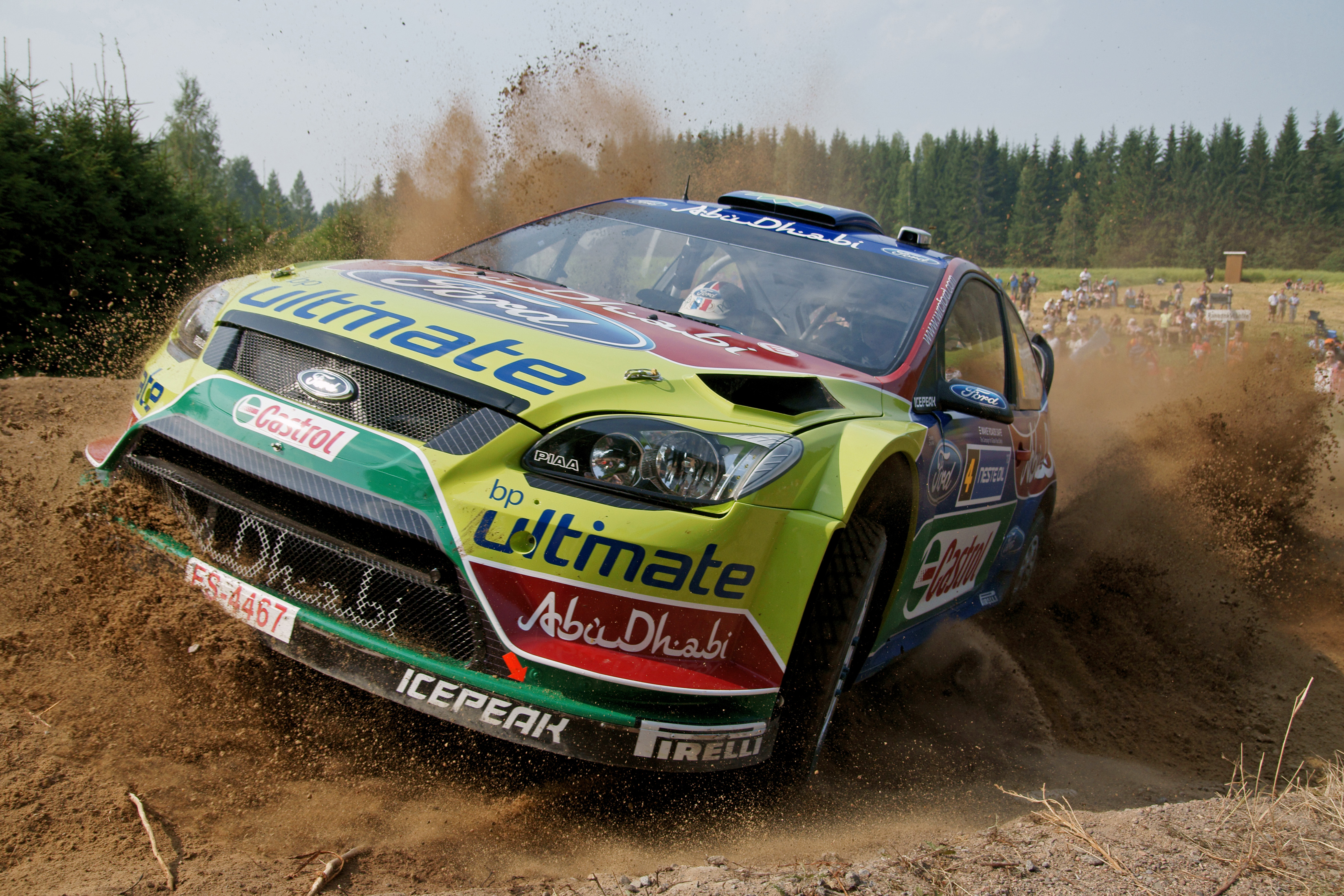
Jari-Matti Latvala, victorieux aux Rallye de Finlande 2010, conduisant sa voiture au Shakedown de Muurame.

Au championnat du monde des rallyes sur route, se dit de la séance d’essais organisée souvent les jeudis d’avant rallye, sur un secteur chronométré censé être proche des difficultés du programme de week-end de course, tous les équipages doivent obligatoirement y passer à trois reprises. Durant cette étape préparatoire, les pilotes évoluent en conditions réelles de course. Cela leur permet de se familiariser avec le type de terrain auquel ils vont être confrontés dans les jours qui suivent et de faire les derniers réglages et adaptations de leur véhicule afin de prendre position pour les départs des spéciales à venir.
En rallye-raid, depuis 2018 un Shakedown est organisé, la vieille du départ de la première étape du Rallye Dakar permettant les derniers petits réglages sur les véhicules et de réaliser des photos pour les médias présents,.

## Formule 1
La dernière séance d'essais privés de mise au point qui précède un week-end de Grand Prix.
Chaque équipe a le droit à deux journées de shakedown par an, sur une distance ne dépassant pas 100 kilomètres afin de vérifier que les systèmes des monoplaces soient bien opérationnels, et d'éviter de devoir subir des pannes lors de la mise en route de la Formule 1. Pour autant, les voitures ne peuvent pas tourner excessivement vite, car il y a souvent une voire plusieurs voitures caméras autour pour tourner les images promotionnelles que l’écurie utilisera au fil de l’année.